# Gerūf
Gerūf (persiska: گروف) är en ort i Iran.   Den ligger i provinsen Gilan, i den nordvästra delen av landet, 400 km nordväst om huvudstaden Teheran. Gerūf ligger 560 meter över havet och antalet invånare är 114.
Terrängen runt Gerūf är kuperad åt nordost, men åt sydväst är den bergig. Runt Gerūf är det ganska glesbefolkat, med 45 invånare per kvadratkilometer. Närmaste större samhälle är Ābī Beyglū, 18,7 km väster om Gerūf. I omgivningarna runt Gerūf växer i huvudsak blandskog.